# Manuel de Figueiredo
Manuel de Figueiredo (Porto, Cedofeita, 26 de Dezembro de 1896 - Porto, 19 de Novembro de 1965) foi um escritor e político português.

## Carreira
Publicou o seu primeiro trabalho literário em 1918, há-de ter nascido no último decénio de 1800, sendo de família bastada, com ascendência próxima ligada a Lemenhe, Vila Nova de Famalicão. Fora já seu pai quem adquirira a Casa de Fralães, mantendo assim a família residência no Porto e na província.
Filho de Alberto Nunes de Figueiredo, director e vice-presidente da Associação Comercial do Porto, cônsul honorário da Bélgica, director do Club Portuense e refundador do Lawn Tennis Club da Foz e sua mulher, D. Albertina Maria Pinto Moreira da Fonseca.
Fez os seus estudos liceais no Porto, frequentando seguidamente a Faculdade de Direito da Universidade de Lisboa, onde se formou em Direito.
Em 31 de Maio de 1922, casou com D. Maria de Lourdes de Barahona de Matos Braamcamp que veio a falecer a 2 de Agosto de 1933. Casou em segundas núpcias com D. Maria Beatriz Cardoso da Fonseca.
Foi director da Liga Agrária do Norte e da Associação Central da Agricultura Portuguesa e vogal do Conselho Superior dos Caminhos de Ferro.
Foi vereador da Câmara Municipal do Porto e vogal das comissões Municipais de Arte e Arqueologia e Urbanismo.
Se as suas primeiras obras vieram a lume em Lisboa, lá terá Manuel de Figueiredo feito o seu curso superior e bebido e aprofundado a influência simbolista e neogarrettista que definitivamente o marcará.
Da sua produção escrita, avultam claramente duas áreas às quais dedicava a sua atenção de homem culto, a ficção dramática e a crítica de artes plásticas.
Interessado em coisas da história pátria, como é timbre do entusiastas de Garrett, facilmente se harmonizariam o exercício do seu cargo de Director do Museu de Soares dos Reis, a sua paixão por Henrique Pousão e por outros pintores da geração deste, a escolha do período áureo dos Descobrimentos como espaço cronológico preferido para ficção e até o facto de ter a sua biblioteca e gabinete de trabalho instalados num dos andares da torre senhorial do antiquíssimo Solar de Fralães.
Manuel de Figueiredo escreveu para revistas e jornais e publicou também alguns livros. De momento, parece ser o seu trabalho sobre Henrique Pousão o que melhor resistiu ao desgaste do tempo.
Colaborou em "O Comércio do Porto", "Primeiro de Janeiro", "Museu", " Boletim da Acedemia Portuguesa de Ex-Libris". Escreveu durante vários anos uma rubrica semanal no "Comercio do Porto" sob o pseudónimo de EGO.
Alguns destes trabalhos são separatas de revistas ou textos de conferências.
Faleceu na Ordem do Carmo em 19 de Novembro de 1965, no Porto, de que era Mesário.
Ficou Manuel de Figueiredo conhecido como ''O Último Romântico do Sec. XX..

## Obras principais
- Infanta, 1921, peça dramática;
- A Monja e o Rouxinol, 1936, narrativa;
- Mestre João Correia e alguns seus Discípulos, 1946;
- O barão de Forrester, o homem e o artista, 1964;
- O Homem Que não Pregou no Deserto, peça dramática;
- O Pintor Henrique Pousão;
- Mestre João Correia e alguns dos seus discípulos;
- Um Pintor de Leça - António Ramalho.